# Esparto
Esparto (španj.) je naziv za biljne vrste Stipa tenacissima i Lygeum spartum iz porodice trava (lat. Poaceae). Rastu u sjevernoj Africi, južnoj Španjolskoj te na Siciliji i Sardiniji. Daju tekstilno vlakno, a vrlo usko lišće S. tenacissima u prometu je kao "lažna konjska dlaka" (halfa).
Vlakanca esparta slična su vlakancima slame, ali se razlikuju po sposobnosti zadržavanja veće količine punila, što omogućuje proizvodnju voluminoznijeg papira. Celuloza dobivena od esparta upotrebljava se za proizvodnju kvalitetnih bezdrvnih papira od kojih se traži čvrstoća i dobro oblikovanje lista. 

## Primjena

### Celulozne sirovine
Kao glavni izvor celuloze za proizvodnju papira služi drvo, ali se također upotrebljavaju i pamuk, lan, konoplja, juta, sisal ili sisal-konoplja, kenaf, slama, bagasa, esparto, otpadni i stari papir i tekstilni materijal i slično. Drvo je najvažnija sirovina za proizvodnju celuloze; 90% ukupne svjetske proizvodnje celuloze dobiva se iz drveta. U papirnoj industriji danas se uglavnom prerađuju višegodišnje biljke: četinjača i listača. Građa tih biljaka izrazito je vlaknasta, što je zapravo rezultatvlaknaste strukture molekule celuloze.

## Slike
|                    |                |                 |                                                           |
| Stipa tenacissima. | Tkani esparto. | Esparto papuče. | Tkanje komada pletenog esparta (Luis Mondejar, Albacete). |